# Кріс Карр (баскетболіст)
Кріс Дін Карр (англ. Chris Dean Carr, нар. 12 березня 1974, Айронто, Міссурі, США) — американський професіональний баскетболіст, що грав на позиції атакувального захисника за низку команд НБА.

## Ігрова кар'єра
На університетському рівні грав за команду Південний Іллінойс (1992–1995). 
1995 року був обраний у другому раунді драфту НБА під загальним 56-м номером командою «Фінікс Санз». Професійну кар'єру розпочав 1995 року виступами за тих же «Фінікс Санз», захищав кольори команди з Фінікса протягом одного сезону.
З 1996 по 1999 рік грав у складі «Міннесота Тімбервулвз». 1997 року брав участь у конкурсі слем-данків, де потрапив до фінального раунду, але програв Кобі Браянту.
Частину 1999 року виступав у складі «Нью-Джерсі Нетс».
Наступною командою в кар'єрі гравця була «Голден-Стейт Ворріорс», за яку він відіграв лише частину сезону 1999 року.
Частину 2000 року виступав у складі «Чикаго Буллз».
2000 року перейшов до «Бостон Селтікс», у складі якої провів наступний сезон своєї кар'єри.
Наступною командою в кар'єрі гравця був АЕК з Греції, за яку він відіграв один сезон.
Останньою ж командою в кар'єрі гравця стала «Лавові 063» з Сербії, до складу якої він приєднався 2002 року і за яку відіграв один сезон.